# Стармлади
Стармлади је хумористично-сатирични лист, излазио у периоду од 1907. до 1911. године у Новом Саду. Стармлади је лист који је немилосрдно, али праведно шибао по манама српског јавног живота, водио борбу са радикалима, либералима и демократама, и до краја излажења остао веран самосталцима.

## О новинама
Према "Историји српске штампе у Угарској", Василија Ђ. Крестића - Погођени политичком сатиром "Врача погађача", самосталци и либерали подстакли су Петра Крстоношића да у Новом Саду покрене хумористичко-сатирични лист са задатком да немилосрдно али праведно шиба по манама и свима рђавим странама српског јавног живота, односно да се ухвати у коштац са својим радикалским супарником. Крстоношић је имао двадесетогодишње искуство у раду на политичко-сатиричним листовима па су његови патрони веровали да ће се он успешно носити са Врачом погађачом. Први број Крстоношићевог листа под именом Стармлади појавио се 5. маја 1907. у неколико хиљада примерака, топло поздрављен од "Браника", кикиндског "Српског гласа", Суботићевих "Новосадских новина", сомборске "Слоге" и других листова противрадикалске оријентације.

## Тематика
Излазећи два пута месечно, Стармлади је од првог броја почео борбу против радикала, чак и оних са Пашићем на челу. Иако су му главна места напада били радикалски прваци, пре свега Јаша Томић и Ђорђе Красојевић, које је називао свакаквим именима, па их чак и вређао, шибао је и по Павлу Рауху, Николи Томашићу, Куену Хедерварију, грофу Еренталу, Стјепану Радићу и многим другим. Стармлади је, иначе, пружао свесрдну подршку Српско-хрватској коалицији и залагао се за сарадњу и слогу Срба и Хрвата. У почетку веома похвално је писао о либералима, нарочито о Полит-Десанчићу. Касније, од средине 1908, односи између Крстоношића и либерала били су из темеља поремећени па је Стармлади писао о Политу и његовој странци као о политичким мртвацима. Оставши веран једино самосталцима, Крстоношић је ударао и по кикиндским демократама, који су се у међувремену разишли са самосталцима.

## Издања
Лист је излазио од 1907. до 1911. године, нередовно, углавном сваког 1. и 16. у месецу, или с прекидима у Новом Саду. 
Први број Стармладог штампан је 22. априла 1907. године. Услед слабе претплате лист је престао да излази од 23. априла до 24. јуна 1911. године. А надаље излази неуредно до 1. новембра 1911, када је изашао задњи број 12 (1. новембра 1911). У последњем броју уредник обавештава да лист престаје са изласцима.

## Штампа
Током своје кратке историје излазака, Стармлади је променио две штампарије. Од бр. 11 (1908. године) штампала га је Штампарија Учитељског д.д. "Натошевић", а од бр. 9 (1911. године) Српска штампарија др. Св. Милетића.